# Turul Franței 2008

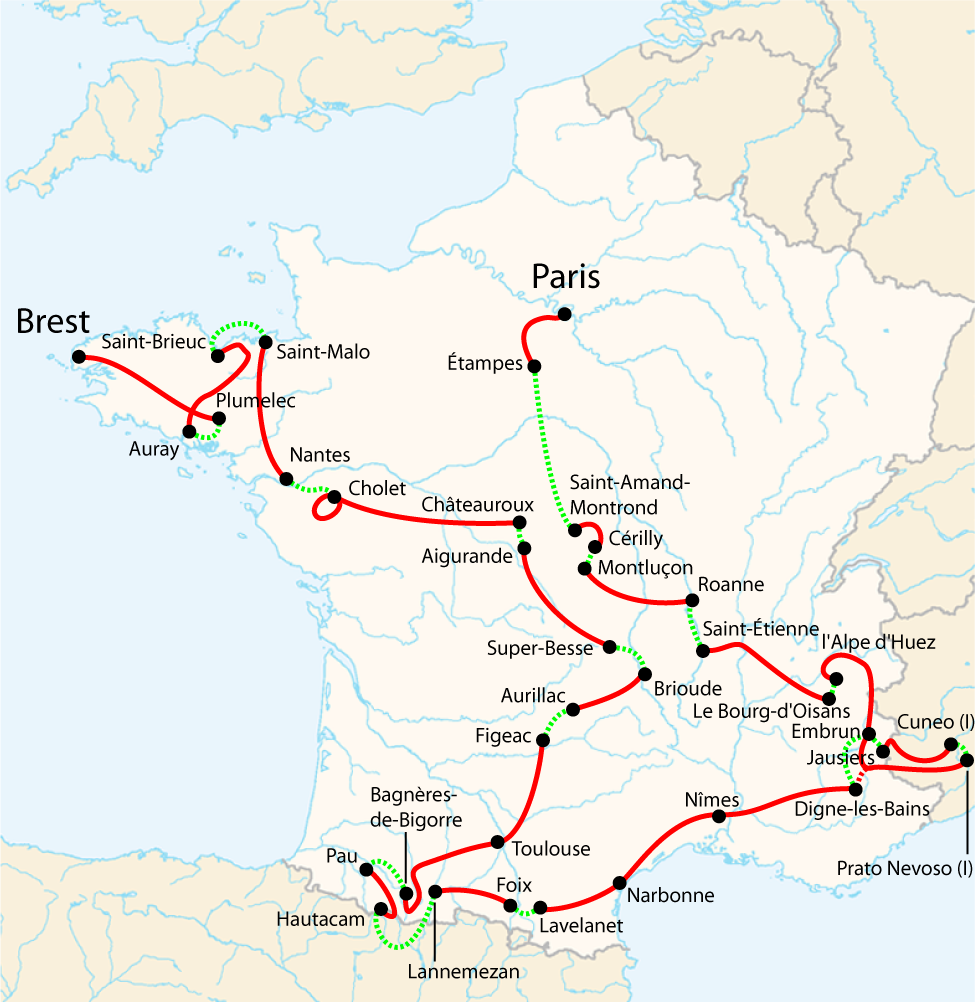
Etapele în 2008

Turul Franței 2008 (franceză Le Tour de France 2008) este cea de a 95-a ediție a Turului Franței. Evenimentul se desfășoară între 5 iulie și 27 iulie 2008. Distanța totală a cursei este de 3.554 km, marea majoritate a cursei desfășurându-se în Franța, doar două etape desfășurându-se și în Italia. 
O importantă schimbare a regulamentului în ediția 2008 a Turului Franței prevede anularea bonusurilor temporale acordate cu ocazia sprinturilor intermediare și finale. Două evenimente importante marchează această ediție: în primul rând, datorită conflictului dintre organizatori, Amaury Sport Organisation, și Federația Ciclistă Internațională ediția 2008 nu se mai află sub tutela Federației Internaționale. În al doilea rând, datorită scandalurilor de dopaj care au afectat ciclismul în ultimii ani și în principal scandalului din ediția precedentă, echipa Astana nu a fost invitată. Astfel, câștigătorul ediției precedente, Alberto Contador, care între timp s-a alăturat acestei echipe, nu poate să își apere titlul.

## Etape
| Etapa       | Traseul                           | Distanță    | Tip                                | Data               | Câștigător etapă             | Lider la general            |
| ----------- | --------------------------------- | ----------- | ---------------------------------- | ------------------ | ---------------------------- | --------------------------- |
| 1           | Brest - Plumelec                  | 195 km      | Etapă plată                        | Sâmbătă, 5 iulie   | Alejandro Valverde, Spania   | Alejandro Valverde, Spania  |
| 2           | Auray - Saint-Brieuc              | 165 km      | Etapă plată                        | Duminică, 6 iulie  | Thor Hushovd, Norvegia       | Alejandro Valverde, Spania  |
| 3           | Saint-Malo - Nantes               | 195 km      | Etapă plată                        | Luni, 7 iulie      | Samuel Dumoulin, Franța      | Romain Feillu, Franța       |
| 4           | Cholet                            | 29,5 km     | Etapă contra-cronometru individual | Marți, 8 iulie     | Stefan Schumacher, Germania  | Stefan Schumacher, Germania |
| 5           | Cholet - Châteauroux              | 230 km      | Etapă plată                        | Miercuri, 9 iulie  | Mark Cavendish, Regatul Unit | Stefan Schumacher, Germania |
| 6           | Aigurande - Super-Besse           | 195 km      | Etapă intermediară                 | Joi, 10 iulie      | Riccardo Riccò, Italia       | Kim Kirchen, Luxemburg      |
| 7           | Brioude - Aurillac                | 158 km      | Etapă intermediară                 | Vineri, 11 iulie   | Luis León Sánchez, Spania    | Kim Kirchen, Luxemburg      |
| 8           | Figeac - Toulouse                 | 174 km      | Etapă plată                        | Sâmbătă, 12 iulie  | Mark Cavendish, Regatul Unit | Kim Kirchen, Luxemburg      |
| 9           | Toulouse - Bagnères-de-Bigorre    | 222 km      | Etapă de munte                     | Duminică, 13 iulie | Riccardo Riccò, Italia       | Kim Kirchen, Luxemburg      |
| 10          | Pau - Hautacam                    | 154 km      | Etapă de munte                     | Luni, 14 iulie     | Leonardo Piepoli, Italia     | Cadel Evans, Australia      |
| Zi de pauză | Zi de pauză                       | Zi de pauză | Zi de pauză                        | Marți, 15 iulie    |                              | Cadel Evans, Australia      |
| 11          | Lannemezan - Foix                 | 166 km      | Etapă intermediară                 | Miercuri, 16 iulie | Kurt-Asle Arvesen Norvegia   | Cadel Evans, Australia      |
| 12          | Lavelanet - Narbonne              | 168 km      | Etapă plată                        | Joi, 17 iulie      | Mark Cavendish, Regatul Unit | Cadel Evans, Australia      |
| 13          | Narbonne - Nîmes                  | 182 km      | Etapă plată                        | Vineri, 18 iulie   | Mark Cavendish, Regatul Unit | Cadel Evans, Australia      |
| 14          | Nîmes - Digne-les-Bains           | 182 km      | Etapă plată                        | Sâmbătă, 19 iulie  | Óscar Freire, Spania         | Cadel Evans, Australia      |
| 15          | Embrun - Prato Nevoso             | 185 km      | Etapă de munte                     | Duminică, 20 iulie | Simon Gerrans, Australia     | Fränk Schleck, Luxemburg    |
| Zi de pauză | Zi de pauză                       | Zi de pauză | Zi de pauză                        | Luni, 21 iulie     |                              | Fränk Schleck, Luxemburg    |
| 16          | Cuneo - Jausiers                  | 157 km      | Etapă de munte                     | Marți, 22 iulie    | Cyril Dessel, Franța         | Fränk Schleck, Luxemburg    |
| 17          | Embrun - Alpe d'Huez              | 210 km      | Etapă de munte                     | Miercuri, 23 iulie | Carlos Sastre, Spania        | Carlos Sastre, Spania       |
| 18          | Le Bourg-d'Oisans - Saint-Étienne | 197 km      | Etapă intermediară                 | Joi, 24 iulie      | Marcus Burghardt, Germania   | Carlos Sastre, Spania       |
| 19          | Roanne - Montluçon                | 163 km      | Etapă plată                        | Vineri, 25 iulie   |                              |                             |
| 20          | Cérilly - Saint-Amand-Montrond    | 53 km       | Etapă contra-cronometru individual | Sâmbătă, 26 iulie  |                              |                             |
| 21          | Étampes - Paris Champs-Élysées    | 143 km      | Etapă plată                        | Duminică, 27 iulie |                              |                             |
| Total       | Total                             | 3,554 km    |                                    |                    |                              |                             |

## Echipe
Datorită fricțiunilor dintre Federația Ciclistă Internațională și organizatorii Turului, ediția din 2008 nu este organizată conform regulilor UCI. Astfel echipele participante în UCI Protour nu sunt invitate automat, organizatorii invitând toate echipele din această competiție cu excepția echipei Astana, datorită scandalului de dopaj din ediția precedentă. De asemenea au mai fost invitate și echipele Agritubel, Barloworld și Slipstream-Chipotle. Astfel, cele 20 echipe invitate sunt:
| - Belgia Quick Step Silence-Lotto - Danemarca Team CSC - Saxo Bank - Franța Ag2r-La Mondiale Agritubel Bouygues Télécom Cofidis, le Crédit par téléphone Crédit Agricole Française des Jeux - Germania Gerolsteiner Echipa Milram | - Italia Lampre Liquigas - Olanda Rabobank - Spania Caisse d'Epargne Euskaltel-Euskadi Saunier Duval-Scott - Regatul Unit Barloworld - Statele Unite ale Americii Slipstream-Chipotle Team Columbia |